# Vitraj
Vitraj, tudi vitraž, je stekleno, večinoma iz več barvnih elementov sestavljeno okno. Med posameznimi obarvanimi steklenimi deli so kovinske pregrade, ki tvorijo oporo strukture. Izdelovanje vitrajev lahko štejemo za umetnost in obrt. Kljub temu, da so vitraji stekleni, skoznje večinoma ne moremo gledati; vidna je le obarvana svetloba.
Izraz vitraj se lahko nanaša obarvano steklo kot material ali delo, nastalo iz njega. V vsej svoji tisočletni zgodovini, se je izraz uporabljal skoraj izključno za okna cerkva in drugih pomembnih objektov. Čeprav so to tradicionalno ravne plošče in se uporabljajo kot okna, so stvaritve sodobnih umetnikov tudi tridimenzionalne strukture in skulpture.
Uporaba izraza vitraj se v žargonu uporablja tudi za domača okna iz svinca in stekla in umetniške izdelke ustvarjene iz umetniškega stekla povezanega med seboj, kot so znane svetilke Louis Comfort Tiffanyja.
Kot material je vitrajno steklo obarvano z dodajanjem kovinskih soli. Obarvano steklo se oblikuje v vitraj s koščki stekla, tako da tvori vzorce ali slike, ki jih držijo skupaj največkrat trakovi svinca in mu dajejo trden okvir. Izraz vitraj se uporablja tudi za okna, v katerih so barve nanesene na steklo in nato zapečene v peči.
Vitraj, kot umetnost in obrt, zahteva umetniško spretnost zamisliti si ustrezen in izvedljiv načrt in rokodelsko spretnosti zbrati pravi kos. Okno se mora tesno prilegati v prostor za katerega je izdelano, mora kljubovati vetru in dežju in tudi, zlasti pri večjih oknih, mora nositi svojo težo. Mnoga velika okna so prestala preskus časa in ostala nedotaknjena od poznega srednjega veka. V zahodni Evropi predstavljajo pomembno obliko likovne umetnosti. Namen vitrajnega okna je ne dovoliti, da se v stavbo vidi od zunaj ali celo predvsem svetlobo spustiti v prostor, temveč jo nadzorovati. Prav zato so bili vitraji opisani kot »osvetljene stenske dekoracije«.
Zasnova okna je lahko abstraktna ali figurativna; lahko vključi pripoved, ki izhaja iz Biblije, zgodovine ali literature; lahko predstavlja svetnike ali pokrovitelje ali pa uporablja simbolne motive, zlasti grbe. Okna v stavbi so lahko tudi tematska, na primer: v cerkvi - epizode iz Kristusovega življenja; v stavbi Parlamenta - ščiti volilnih enot; v kolegijski dvorani - osebnosti, ki predstavljajo znanost in umetnost; ali znotraj doma - floro, favno ali pokrajino.

## Izdelava vitraja

### Oblikovanje
Prva faza pri izdelavi okna je ali kupiti od arhitekta ali lastnika stavbe, natančno predlogo okenske odprtine, da se bo steklo pravilno prilegalo.
Vrsto okna se določi glede na lokacijo, posebno temo ali zahteve naročnika. Izdela se majhen vzorec, imenovan Vidimus (iz latinščine 'bomo videli'), ki se ga pokaže naročniku. Lahko se izdela tudi pomanjšan model - maketo. Oblikovalec mora upoštevati zasnovo, strukturo okna, naravo in velikost stekla, ki je na voljo in svojo lastno želeno tehniko.
Tradicionalno pripovedno okno je sestavljeno iz koščkov, ki so povezani z zgodbo. Figurativno okno ima lahko vrsto svetnikov ali dostojanstvenikov, včasih so vključena svetopisemska besedila ali pregovori in morda imena pokroviteljev ali osebe kateri je spominsko okno namenjeno. V oknu tradicionalnega tipa je običajno prepuščeno oblikovalcu da zapolni okoliška območja z vzorci, cvetlični motivi in podobnim.
Za vsako okno je potrebno narisati predlogo v naravni velikosti. Cerkvena okna imajo lahko dve stekli, s preprostim krogovičjem zgoraj. Velika okna imajo štiri ali pet stekel. Vzhodno ali zahodno okno velike katedrale ima lahko sedem stekel v treh stopnjah z dovršenim krogovičjem. V srednjem veku je se je risana predloga izdelala neposredno na površino pobeljene table, ki je bila nato uporabljena kot vzorec za rezanje, barvanje in montažo okna. Risba se je nato razdelila v mozaik, ki je izpolnil predlogo za vsak najmajši kos stekla. Nenatančnost bi pokvarila vizualni učinek.

### Izbira in barvanje stekla
Vsak kos stekla želene barve je potrebno izrezati, da se ujema z delom kalupa. Natančno prileganje je zagotovljeno z brušenjem robov z orodjem, ki omogoča izdelavo tako majhnih koščkov.
Podrobnosti obrazov, las in rok se lahko naslikajo na notranji površini stekla s posebno stekleno barvo, ki vsebuje fino mlet svinec ali bakrene opilke, steklene okruške, gumo in medij, kot je vino, kis ali (tradicionalno) urin. Umetnost slikanja podrobnosti je postala bolj izpopolnjena in je dosegla vrhunec v začetku 20. stoletja.
Od leta 1300 dalje so začeli umetniki uporabljati srebrno steklo, ki so ga izdelali s srebrovim nitratom. Dobili so rumeni učinek od blede limone do temno oranžne barve. Tako so navadno pobarvali zunanji del stekla. Ta rumena je še posebej koristna za krepitev robov, nadstreškov in svetniških sijev in spreminjanja modre v zeleno steklo za zeleno travo.
Okoli leta 1450 je bilo znano steklo Cousin's rose, ki so ga uporabljali za okrepitev odtenkov.
V 16. stoletju so uvedli paleto steklenih odtenkov, večina od njih je bila obarvana z brušenimi delci. S tem so oblikovali sklenino. Slikanje na steklo na ta način je bilo prvotno uporabljeno za majhne heraldične modele in druge podrobnosti. V 17. stoletju se je slog vitraja razvil in ni bil več odvisen od spretnega rezanja barvnega stekla v delčke. Prizore so pobarvali na steklene plošče kvadratnega formata, kot da so ploščice. Barve so nato razdelili s svincem kot da so sestavljene iz koščkov.
Postopek se je uporabljal za okras in pozlato, za okras ene strani vsakega od dveh kosov tankega stekla, ki so ju potem s hrbtom združili s svincem. To je omogočalo uporabo tehnik, kot je zlatenje in  Verre églomisé, da bi dobili učinek viden na obeh straneh, vendar ne izpostavljali okrašene površine ozračju ali mehanskim poškodbam.

### Izbira in montaža
Ko je bilo steklo narezano in pobarvano, so kose vstavljali v 'H' žlebiče iz svinca. Vse spoje so nato prispajkali skupaj, da kosi stekla niso rožljali in je okno tesnilo, z mehkim oljnatim cementom ali kitom med steklo in žlebiče. V novejšem času se uporablja namesto svinca baker.
Ko so stekla vstavili v okenski okvir, so dali na različnih mestih čeznje železne palice, da bi podpirale njihovo težo. Steklo je bilo vezano na te palice z bakreno žico. Nekaj zelo velikih zgodnjegotskih oken je bilo razdeljenih na odseke s težkimi kovinskimi okvirji, imenovanimi ferramenta. Ta metoda je bila uporabljena z omejenimi možnostmi tudi za velika, običajno pobarvana okna v baroku.
- Maketa Heaton, Butler and Bayne, 19. st., angleška proizvodnja
- Zunanjost okna katedrale Sé Velha de Coimbra, Portugalska, kaže moderno jekleno armaturo
- Steklarsko orodje
- Steklo v svincu, 19. st., katedrala Meaux, Francija
- Okno Tomaža Becketa v Canterburyju kaže poslikano steklo, svinčene 'H' žlebiče, sodobne jeklene palice in bakrene žice

- Barva in medij za slikanje na steklo
- Paleta in pribor za pripravo barve
- Majna tabla G. Owen Bonawita, Yale University, okoli 1930, poslikava stekla in srebrnim vložkom.
- Švicarski vojak iz Unterwaldena, 1564, s tipičnimi naslikanimi podrobnostmi s srebrno, Cousin's rose na obrazu in rubinskim steklom pri belem motivu
- Detajl okna iz 19. ali 20. st. v Eyneburgu, Belgija, polikromatsko poslikan obraz.

## Zgodovina

### Izvor
Barvno steklo je znano že od antičnih časov. Tako Egipčani kot Rimljani so se odlikovali pri izdelavi majhnih barvnih steklenih predmetov. Feničani so bili znani po predelavi stekla s svojimi glavnimi središči Sidon, Tir in Antiohija. Britanski muzej ima dva izmed najboljših rimskih kosov, čašo Lycurgus, ki je barve motne gorčice in se pri svetlobi sveti vijolično-rdeče in Portland vazo, ki je polnočno modra, prekrita z belim vzorcem.
V zgodnjih krščanskih cerkvah v 4. in 5. stoletju, obstaja veliko ohranjenih oken, ki so zapolnjena z bogato okrašenimi vzorci, na tanke rezine narezanega alabastra v lesenem okvirju, ki daje vitraju podoben učinek.
Dokaze o vitrajnih oknih v cerkvah in samostanih v Veliki Britaniji je mogoče najti že v 7. stoletju. Najstarejši znani primeri so iz leta 675, ko je škof sveti Benedikt uvozil delavce iz Francije za izdelavo oken samostana svetega Petra pri Monkwearmouthu. Na stotine koščkov barvnega stekla in svinca, ki sega do poznega 7. stoletja, so odkrili tu in pri Jarrowu.
Na Bližnjem vzhodu je bila steklarska industrija Sirije razvita v islamskem obdobju z glavnimi središči v Ar-Raqqah, Alepu in Damasku. Najpomembnejši izdelki so bili zelo prosojno, brezbarvno in pozlačeno steklo, namesto barvnega stekla. Proizvodnja barvnega stekla v jugozahodni Aziji, ki je obstajala v 8. stoletju, v času alkimista Geberja (Jābir ibn Hayyāna), v Kitab al-Durra al-Maknuna, je poznala 46 receptov za proizvodnjo barvnega stekla in opis tehnike rezanje stekla v umetne kamne.
- Steklenička za parfum, 100 pr. n. št. - 200 n. št.
- Portland vaza, primer rimskega stekla
- Alabastrno okno v katedrali v Orvietu, Italija
- Vitraj v mošeji Nasir al-Mulk v Širazu, Iran

### Srednjeveško steklo
Vitraj kot umetniška oblika, je dosegel višek v srednjem veku, ko je postal glavni slikovni element uporabljen za ponazoritev pripovedi iz Svetega pisma v veliki meri nepismenega prebivalstva.
V obdobju romanike in zgodnje gotike, od približno leta 950 do 1240 so okna brez krogovičja zahtevala velika stekla, ki so morala biti podprta s trdnimi železnimi okvirji, kot jih je mogoče videti v katedrali v Chartresu in na vzhodnem koncu katedrale v Canterburyju.  Kot gotska arhitektura, so se razvila v bolj bogato okrašeno obliko tudi okna, ki so se večala in omogočala boljšo osvetlitev notranjosti. Bila so razdeljena v več sklopov, vertikalnih polj s kamnitim krogovičjem. Ta oblika je dosegla največjo kompleksnost v razposajenem slogu v Evropi, okna pa so zrasla še višje z razvojem sloga perpendicular v Angliji.
Povezano z visokimi vertikalami gotskih katedral in župnijskih cerkev, so steklene oblike postale bolj drzne. Krožna oblika oken ali rozeta, je bila razvita v Franciji, od relativno enostavnih oken z odprtinami kot jih ima zahodna fasada katedrale v Chartresu in na koncu do zelo kompleksnih modelov, pri čemer krogovičje ustvari na stotine različnih mest, kot so tista v Sainte-Chapelle, Pariz in "škofovsko oko" na katedrali v Lincolnu v Angliji.
Medtem ko je bila izdelava vitrajev pogosta, je bil Chartres v Franciji največji center za proizvodnjo vitrajev in stekla neprimerljive kakovosti.
- Detajl okna na katedrali Chartres, 13. st.
- Karel Veliki iz romanskega okna v katedrali v Strasbourgu
- Znano Križanje okno v katedrali v Poitiersu
- Pozno gotsko okno Tree of Jesse iz katedrale v Evreuxu
- Okno južnega transepta v katedrali v Chartresu

- Kralj David iz katedrale v Augsburgu, zgodnje 12. st. Eden najstarejših ohranjenih primerov in situ.
- Križanje s sv. Katarino, Jurijem in Margareto, Leechkirche, Gradec, Avstrija
- Križanje in Devica z otrokom, katedrala v Kolnu (1340)
- Ulm Munster, Poslednja sodba, Hans Acker (1430)
- Okno v koru kolnske katedrale, (zgodnje 14. st.)

- Detajl Tree of Jesse iz York Minster (okoli 1170), najstarejši vitraj v Angliji.
- Poor Man's Bible, okno iz katedrale v Canterburyju
- Okno v južnem transeptu katedrale v Canterburyju, 13. st.
- Zahodno okno York Minster
- Poslednja sodba, St Mary's Church, Fairford, (1500-17), delo  Barnard Flowerja[3]

### Renesansa, Reformacija in klasična okna
Verjetno je zgodnje sheme vitrajev, izdelanih v času renesanse, za katedralo v Firencah, oblikoval Lorenzo Ghiberti. Program vsebuje tri okna za kupolo in tri za fasado, ki so jih v letih 1405-1445 oblikovali najbolj priznani umetniki tistega obdobja: Ghiberti, Donatello, Paolo Uccello in Andrea del Castagno. Vsako veliko okno vsebuje eno sliko iz Kristusovega življenja ali življenja Marije, obdane s širokim cvetličnim okrasjem, z dvema manjšima fasadnima oknoma Ghibertija, ki prikazujeta mučeništvo diakonov, Sv. Štefana in Sv. Lovrenca. Eno od kupolastih oken se je izgubilo in za to je Donatello skoraj vse svoje pobarvane podrobnosti izgubil.
V Evropi se je vitraj razvijal od gotike do klasicizma in je dobro zastopan v Nemčiji, Belgiji in na Nizozemskem, kljub vzponu protestantizma. V Franciji je bilo veliko stekla tem obdobju proizvedenega v tovarni v Limogesu, in v Italiji v Muranu, kjer so vitraje pogosto tudi povezali v oknu. Francoska revolucija je prinesla zanemarjanje ali uničenje številnih oken v Franciji. V času reformacije so v Angliji veliko število srednjeveških in renesančnih oken razbili in jih nadomestili z navadnim steklom. Razpustitev samostanov pod Henrikom VIII. in odredbe Thomasa Cromwella proti "zlorabljenim slikam" (predmet čaščenja) je povzročilo izgubo na tisoče oken. Malo je ostalo nepoškodovanih; od njih štejejo med najboljša okna v zasebni kapeli v Hengrave Hall v Suffolku. Pri zadnjem valu uničenja so izginile tudi tradicionalne metode dela, ki jih v Angliji niso odkrili vse do zgodnjega 19. stoletja.
Na Nizozemskem so redka stekla ostala nedotaknjena na cerkvi Grote Sint-Jan v Goudi. Okna, od katerih so nekatera 18 metrov visoka datirajo od 1555 do zgodnjih 1600, zgodnje delo Dircka Crabetha in njegovega brata Wouterja. Veliko originalnih risb je še vedno ohranjenih.
- Vstajenje, Paolo Uccello, (1443-45) ena od serije na Duomo v Firencah je zasnoval priznani renesančni umetnik
- Okno Tree of Jesse, cerkev Saint-Étienne, Beauvais, Francija,  Engrand Le Prince, (1522-1524)
- Detajl Adam in Eva iz katedrale St-Etienne, Châlons-en-Champagne, Francija
- Renesančno okno v cerkvi sv. Janeza in Pavla, Benetke, 16. st.
- Zmagoslavje svobode vesti, Janskerk, Gouda,  znak Adriaen Gerritsz. de Vrije; design Joachim Wtewael (Utrecht) (1595-1600)

- Domače okno Dircka Crabetha za hišo Adriaen Dircxz. van Crimpen v Leidnu. (1543) Okna prikazujejo prizore iz življenja preroka Samuela in apostola Pavla. Musée des Arts Décoratifs, Paris.[4]
- Kristusov pasijon: Aretacija in križanje, Saint-Pierre, Limours, Essonne, Francija, (1520)
- Steklena slika upodablja Mordnacht (noč umorov) 23/24 februarja 1350 in grb prvega Meisen ceha Zunfthaus. (okoli 1650)
- Zgodba o Trnovi kroni, katedrala Moulins (16. st.)
- Marijino vnebovzetje, cerkev Ss  Ägidius and Koloman, Steyr, Avstrija